# Modgud
En la mitología nórdica, Móðguðr (Modgud) era una giganta guardiana del puente Gjallarbrú sobre el río Gjöll, el más cercano a las puertas del infierno. Ella permitía cruzar a los que recién habían muerto, luego de interrogarles sobre su nombre y su asunto. Hermóðr debió enfrentarse a ella cuando viajó al infierno, en un intento de rescatar a Baldr.
- Datos: Q1752972